# Liste der Baudenkmäler in Schwabmünchen
Auf dieser Seite sind die Baudenkmäler in der schwäbischen Stadt Schwabmünchen zusammengestellt. Diese Tabelle ist eine Teilliste der Liste der Baudenkmäler in Bayern. Grundlage ist die Bayerische Denkmalliste, die auf Basis des Bayerischen Denkmalschutzgesetzes vom 1. Oktober 1973 erstmals erstellt wurde und seither durch das Bayerische Landesamt für Denkmalpflege geführt wird. Die folgenden Angaben ersetzen nicht die rechtsverbindliche Auskunft der Denkmalschutzbehörde.

## Baudenkmäler nach Ortsteilen

### Schwabmünchen
| Lage | Objekt                                             | Beschreibung | Akten-Nr.               | Bild                                               |
| --- | -------------------------------------------------- | --- | ----------------------- | -------------------------------------------------- |
| Apothekergasse 5 (Standort) | Bauernhaus                                         | zweigeschossiger Satteldachbau mit drei Giebelgesimsen, Ende 18. Jahrhundert. | D-7-72-200-1            | Bauernhaus                                         |
| Augsburger Straße 17 (Standort)                                                                                                  | Bildstock                                          | quadratischer Block mit Rundbogennische und Satteldach, 19. Jahrhundert; mit Ausstattung. | D-7-72-200-3            | Bildstock                                          |
| Bahnhofstraße (bei Nr. 22) (Standort)                                                                                            | Wegkapelle                                         | Rechteckbau mit dreiseitigem Schluss, 1937; mit Ausstattung | D-7-72-200-5            | weitere Bilder                                     |
| Bahnhofstraße 27 (Standort) | Wohnhaus                                           | zweigeschossiger Walmdachbau mit Putzgliederung, zwei Eckrisaliten und flachen Dreiecksgiebeln, um 1870. | D-7-72-200-6            | weitere Bilder                                     |
| Bahnhofstraße 28, 28 a, 28 b, 28 c, 28 d, 28 e, 28 f, 28 g, 28 h, 30, 30 a, 30 b, 30 c, 32, Hohenstaufenstraße 21, 23 (Standort) | Ehemaliger Gutshof mit Mälzerei                    | symmetrische Anlage aus mittlerem Wohngebäude und seitlichen Wirtschaftsflügeln, Sichtziegel mit Stichbogenöffnungen, um 1880: Wohnhaus, zweigeschossiger Satteldachbau mit Mittelrisalit; Nebengebäude, zweigeschossige Satteldachbauten mit Sohlbankgesims.                                     | D-7-72-200-53           | weitere Bilder                                     |
| Bleichergasse 7 (Standort) | Bauernhaus                                         | stattlicher, zweigeschossiger Satteldachbau mit Putzbändern und Giebelgesimsen sowie Wandmalerei, Ostgiebel bezeichnet 1768. | D-7-72-200-8            | weitere Bilder                                     |
| Ferdinand-Wagner-Straße (Standort)                                                                                               | Kriegerdenkmal                                     | Adler auf korinthischer Säule, 1870/71. | D-7-72-200-7            | weitere Bilder                                     |
| Ferdinand-Wagner-Straße 4; Ferdinand-Wagner-Straße 6; Schrannenplatz 3 (Standort)                                                | Katholische Stadtpfarrkirche St. Michael           | Saalbau mit eingezogenem Chor und südlichem Turm mit Spitzhelm, Turmuntergeschosse um 1230, obere Teile mit Spitzhelm Mitte 19. Jahrhundert, Langhaus 1948–54 von Thomas Wechs; mit Ausstattung; Reste der Friedhofsmauer des 14. Jahrhunderts mit barocker Christusfigur und Grabstein von 1848. | D-7-72-200-10           | weitere Bilder                                     |
| Ferdinand-Wagner-Straße 15 (Standort)                                                                                            | Wohnhaus                                           | zweigeschossiger Bau mit reich gegliederter spätklassizistischer Fassade und übergiebeltem Mittelrisalit, um 1870. | D-7-72-200-11           | weitere Bilder                                     |
| Frauenstraße 19, 21 (Standort)                                                                                                   | Bauernhaus                                         | stattlicher, zweigeschossiger Satteldachbau mit Giebelgesimsen, im Kern 17. Jahrhundert, Wandmalerei und Inschrift 1798; Nebengebäude, verbretterter Satteldachbau, im Kern wohl 19. Jahrhundert.                                                                                                 | D-7-72-200-12           | Bauernhaus                                         |
| Fuggerstraße 2 (Standort) | Ehemaliges Gasthaus Goldener Engel                 | zweigeschossiger Traufseitbau mit Satteldach, Giebelgesimsen, Firstaufsätzen, Figurennische und schmiedeeisernem Ausleger Anfang des 19. Jahrhunderts, 17./18. Jahrhundert. | D-7-72-200-13           | Ehemaliges Gasthaus Goldener Engel                 |
| Fuggerstraße 8 (Standort) | Wohn- und Geschäftshaus                            | zweigeschossiger Backsteinbau mit Mansardwalmdach, Sandsteingliederungen, mit Eck- und Treppenturm sowie Zwerchgiebel, Neurenaissance, um 1900. | D-7-72-200-14           | Wohn- und Geschäftshaus                            |
| Fuggerstraße 20 (Standort) | Geburtshaus des Malers Ferdinand Wagner            | zweigeschossiger Giebelbau mit Satteldach, Putzgliederungen und Inschrifttafel, im Kern wohl noch 18. Jahrhundert; Rückgebäude, zweigeschossiger Satteldachbau mit Putzgliederung, 19. Jahrhundert.                                                                                               | D-7-72-200-15           | weitere Bilder                                     |
| Fuggerstraße 25 (Standort) | Ehemalige Posthalterei der Thurn und Taxis         | später Rathaus, dann Agentur für Arbeit, zweigeschossiger, traufständiger Satteldachbau mit Putzgliederungen, Giebelgesimsen und östlichem, übergiebeltem Mittelrisalit mit Wappen, um 1800. | D-7-72-200-16           | weitere Bilder                                     |
| Fuggerstraße 29 (Standort) | Wohnhaus                                           | zweigeschossiger Walmdachbau mit Eckerker und reicher, historisierender Fassadengliederung, Ende des 19. Jahrhunderts errichtet, später verändert. | D-7-72-200-54           | weitere Bilder                                     |
| Fuggerstraße 37 (Standort) | Ehemaliges Wohnhaus                                | kleiner, erdgeschossiger Bau mit Mansard-Walmdach, Ende 18. Jahrhundert, später verändert. | D-7-72-200-18           | weitere Bilder                                     |
| Fuggerstraße 48 (Standort) | Ehemaliges Amtshaus                                | später Forstamt, zweigeschossiger Giebelbau mit Steilsatteldach und dreiseitigen Eckerkern, 1651, stark erneuert; mit Hofmauer. | D-7-72-200-20           | weitere Bilder                                     |
| Fuggerstraße 48 (Standort) | Ehemaliges Amtshaus                                | Toreinfahrt zwischen Rundtürmen, wohl 16. Jahrhundert. | D-7-72-200-20 zugehörig | Ehemaliges Amtshaus                                |
| Fuggerstraße 64 (Standort) | Ehemaliges Fuggerschloss                           | dreigeschossiger Walmdachbau, 1726, stark modernisiert. | D-7-72-200-21           | Ehemaliges Fuggerschloss                           |
| Geyerburgweg 8 (Standort) | Ehemaliges Schloss Geyerburg                       | dreigeschossiger Walmdachbau, 1514/18, Anbau modern. | D-7-72-200-22           | weitere Bilder                                     |
| Holzheystraße 22 (Standort) | Evangelisch-Lutherische Christuskirche             | Saalbau mit eingezogenem Chor und nördlichem Turm mit gedrückter Haube, Neurokoko, nach Entwurf von Walter Krauß, 1901; mit Ausstattung | D-7-72-200-23           | weitere Bilder                                     |
| Krumbacher Straße (Standort) | Wegkapelle St. Antonius von Padua                  | Rechteckbau mit dreiseitigem Schluss und Satteldach mit Giebelaufsatz, 1861; mit Ausstattung. | D-7-72-200-27           | Wegkapelle St. Antonius von Padua                  |
| Luitpoldstraße 6 (Standort) | Wohnhaus                                           | zweigeschossiger Satteldachbau mit übergiebeltem Mittelrisalit und spätklassizistischer Fassade, um 1870. | D-7-72-200-29           | Wohnhaus                                           |
| Luitpoldstraße 14 (Standort) | Wohn- und Geschäftshaus                            | zweigeschossiger Bau mit flachem Walmdach, übergiebeltem Mittelrisalit und spätklassizistischer Fassade, um 1870. | D-7-72-200-30           | Wohn- und Geschäftshaus                            |
| Mühlstraße 1 (Standort) | Bauernhaus                                         | zweigeschossiger Satteldachbau mit zwei Giebelgesimsen, 1. Drittel 19. Jahrhundert. | D-7-72-200-32           | Bauernhaus                                         |
| Museumstraße 4 (Standort) | Wohnhaus                                           | zweigeschossiger Bau mit flachem Walmdach, Eckrisaliten und spätklassizistischer Fassade, um 1870, modern verändert. | D-7-72-200-33           | Wohnhaus                                           |
| Schrannenplatz 1 (Standort) | Ehemaliger Gasthof Mohren                          | zweigeschossiger Giebelbau mit Satteldach und dreigeschossigem Flügel mit Backsteintürmchen der 2. Hälfte des 19. Jahrhunderts sowie schmiedeeisernem Ausleger, 18. Jahrhundert. | D-7-72-200-36           | weitere Bilder                                     |
| Schulstraße 3 (Standort) | Bildstock                                          | Korbbogennische über Sockel, mit Satteldach, Giebelfeld und umlaufendem Gesims, 2. Hälfte 18. Jahrhundert. | D-7-72-200-37           | Bildstock                                          |
| Singoldstraße 5 (Standort) | Wohnhaus                                           | erdgeschossiger Bau mit Mansardgiebeldach und Giebelgesims, um 1840/50. | D-7-72-200-38           | weitere Bilder                                     |
| Taubental (Standort) | Katholische Kapelle zur Schmerzhaften Muttergottes | pilastergegliederter Zentralbau mit abgeschrägten Ecken und gestelztem, halbrundem Chor und östlich gleich geartetem Eingangsraum, von Franz Xaver Kleinhans, 1739; mit Ausstattung | D-7-72-200-28           | Katholische Kapelle zur Schmerzhaften Muttergottes |
| Ulrichsberg (auf kleinem Hügel zwischen Frauenkapelle und ehemaligem Fuggerschloss) (Standort)                                   | Steinfigur des hl. Johann Nepomuk                  | auf Sockel mit Voluten und Inschriftenfeldern, Kalkstein, bezeichnet 1749; | D-7-72-200-41           | weitere Bilder                                     |
| Ulrichsberg 1 (Standort) | Katholische Kapelle zu Unserer Lieben Frau         | Saalbau mit eingezogenem Chor und westlichem Dachreiter mit Spitzhelm, spätgotische Anlage, Langhaus 1486–89, Chor 1507, Dachreiter 1843; mit Ausstattung; Steinkreuz, spätmittelalterlich; am Chorstrebepfeiler.                                                                                 | D-7-72-200-40           | Katholische Kapelle zu Unserer Lieben Frau         |
| Weberstraße 20 (Standort) | Bauernhaus                                         | zweigeschossiger Mittertennbau mit Satteldach, drei Giebelgesimsen und Firstknauf, Mitte 18. Jahrhundert. | D-7-72-200-42           | weitere Bilder                                     |

### Birkach
| Lage                  | Objekt                                       | Beschreibung                                                                                                | Akten-Nr.     | Bild                                         |
| --------------------- | -------------------------------------------- | --- | ------------- | -------------------------------------------- |
| in Birkach (Standort) | Katholische Kapelle Sankt Antonius von Padua | Rechteckbau mit dreiseitigem Schluss und Dachreiter mit Zwiebelhaube, 1671, erweitert 1709; mit Ausstattung | D-7-72-200-44 | Katholische Kapelle Sankt Antonius von Padua |

### Guggenberg
| Lage                        | Objekt             | Beschreibung | Akten-Nr.     | Bild           |
| --------------------------- | ------------------ | --- | ------------- | -------------- |
| Gut Guggenberg 1 (Standort) | Ehemaliges Schloss | Dreiflügelanlage; Herrenhaus, dreigeschossiger Bau mit Steilsatteldach und sechsseitigen Eckerkern, im Kern wohl noch spätgotisch, im 17. und 18. Jahrhundert verändert, nach 1835 erneuert und durch Anbauten erweitert; zwei Wirtschaftsflügel, Satteldachbauten, der nördliche im Kern um 1536; Terrasse, Ende 19. Jahrhundert. | D-7-72-200-45 | weitere Bilder |

### Klimmach
| Lage                   | Objekt                                                                                                   | Beschreibung | Akten-Nr.     | Bild           |
| ---------------------- | --- | --- | ------------- | -------------- |
| Klimmach 55 (Standort) | Pfarrkirche „Mater Dolorosa“ mit der „Wallfahrt zum Heiligen Kreuz“ oder „Wallfahrtskirche Heilig Kreuz“ | pilastergegliederter Saalbau mit eingezogenem Chor und nördlichem Turm mit Zwiebelhaube, Barockbau von Matthias Stiller, 1705–08, Anbau der Seitenkapellen von Michael Stiller, 1729; mit Ausstattung | D-7-72-200-46 | weitere Bilder |

### Mittelstetten
| Lage                     | Objekt                             | Beschreibung | Akten-Nr.     | Bild           |
| ------------------------ | ---------------------------------- | --- | ------------- | -------------- |
| Dorfstraße 46 (Standort) | Katholische Pfarrkirche St. Magnus | Saalbau mit dreiseitigem Schluss und nördlichem Turm mit Zwiebelhaube, im Kern 1690, Turmoberteil 1710, Verlängerung nach Westen 1841; mit Ausstattung | D-7-72-200-47 | weitere Bilder |
| Dorfstraße 48 (Standort) | Pfarrhaus                          | zweigeschossiger Satteldachbau mit umlaufendem Sohlbankgesims, 1869.                                                                                   | D-7-72-200-48 | Pfarrhaus      |

### Schwabegg
| Lage                            | Objekt                                    | Beschreibung | Akten-Nr.     | Bild                   |
| ------------------------------- | ----------------------------------------- | --- | ------------- | ---------------------- |
| Aletshofer Straße 38 (Standort) | Villenartiges Wohnhaus                    | zweigeschossiger Mansarddachbau, bezeichnet mit "1924"                                                                          | D-7-72-200-56 | Villenartiges Wohnhaus |
| Hauptstraße 1 (Standort)        | Katholische Pfarrkirche Mariä Himmelfahrt | Saalbau mit eingezogenem Chor und nördlichem Turm mit Spitzhelm, neugotischer Backsteinbau, von Max Treu, 1872; mit Ausstattung | D-7-72-200-49 | weitere Bilder         |
| Prügelberg 6 (Standort)         | Bauernhaus                                | zweigeschossiger Wohnteil mit Satteldach und drei Giebelgesimsen, Anfang 19. Jahrhundert.                                       | D-7-72-200-51 | Bauernhaus             |
| auf dem Weinberg (Standort)     | Burgstall                                 | Reste von Backsteinmauerwerk über dem Boden                                                                                     | D-7-72-200-52 | weitere Bilder         |

## Abgegangene Baudenkmäler
In diesem Abschnitt sind Objekte aufgeführt, die früher einmal in der Denkmalliste eingetragen waren, jetzt aber nicht mehr existieren, z. B. weil sie abgebrochen wurden. Aktennummern in diesem Abschnitt sind ehemalige, jetzt nicht mehr gültige Aktennummern.

| Lage                            | Objekt    | Beschreibung                                                                   | Akten-Nr.     | Bild      |
| ------------------------------- | --------- | ------------------------------------------------------------------------------ | ------------- | --------- |
| Schwabegg Kirchweg 1 (Standort) | Pfarrhaus | zweigeschossiger Satteldachbau mit zwei Giebelgesimsen, Anfang 19. Jahrhundert | D-7-72-200-50 | Pfarrhaus |